# ツァイゼ塩

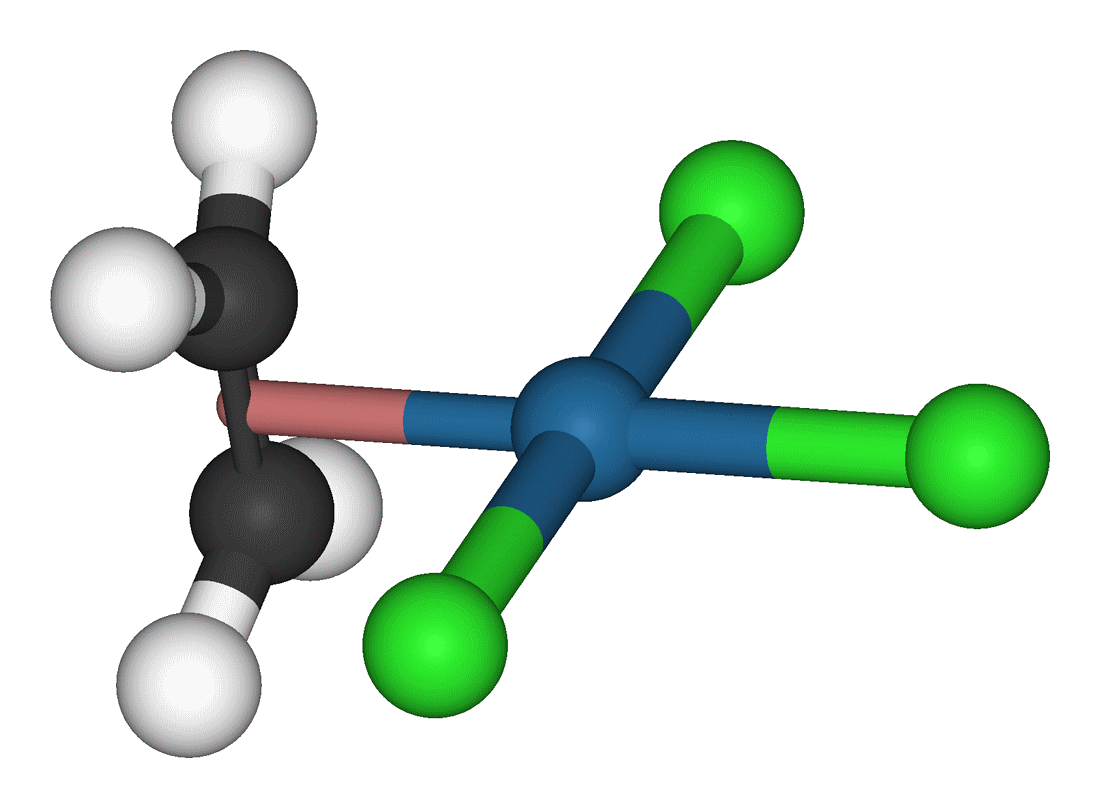
ツァイゼ塩のアニオン

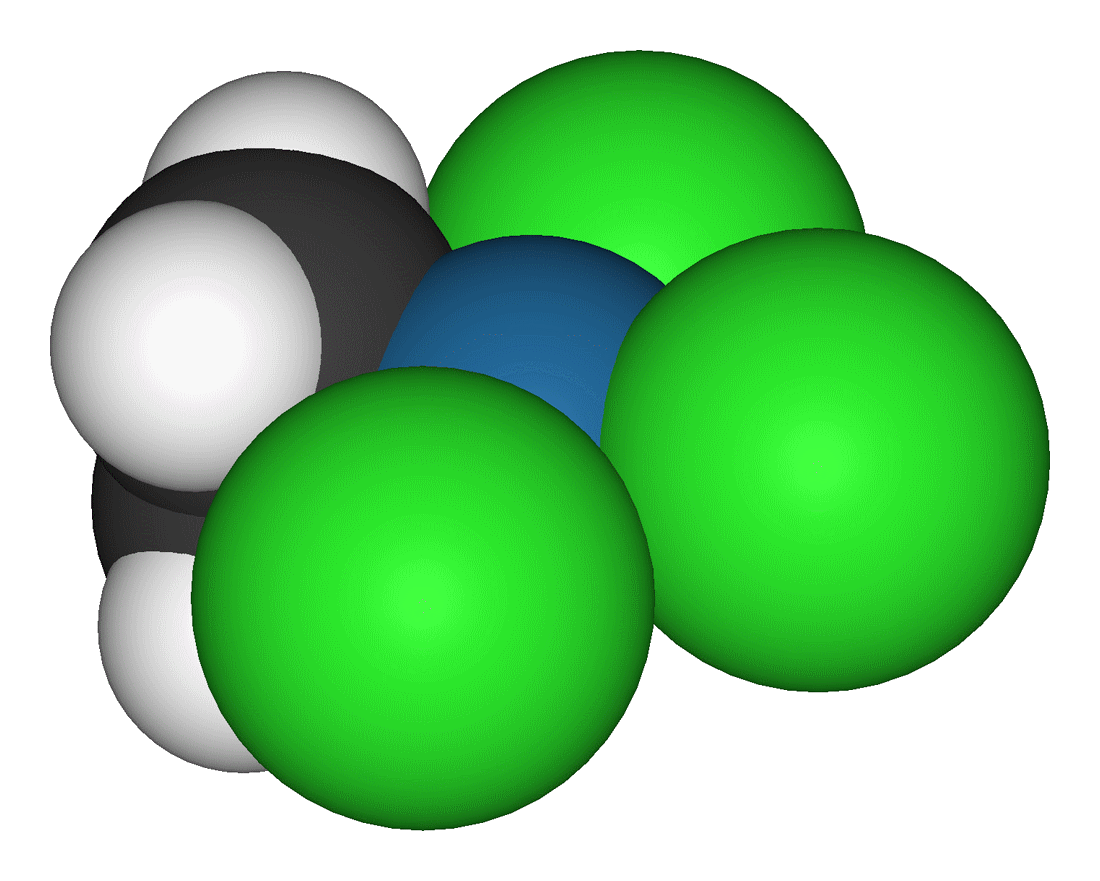
[PtCl_{3}(η^{2}-C_{2}H_{4})]^{−}

ツァイゼ塩（Zeise's salt）は、K[PtCl3(C2H4)].H2Oという化学式を持つ、白金を含む有機金属化合物である。このアニオンは空気に対して安定で、色は黄色く、η2-エチレンのリガンドを持つ錯体となっている。この物質は通常、塩化スズ触媒の下でK2[PtCl4]とエチレンから合成される。
分子量368.61、融点220℃。CAS登録番号は16405-35-9(一水塩…つまり狭義のツァイゼ塩)、12012-50-9(無水塩)、123334-22-5(xH2O)、12275-00-2(アニオン)。 

## 歴史
ツァイゼ塩は最も古くから報告された有機金属化合物の1つである。コペンハーゲン大学の教授であったウィリアム・クリストファー・ツァイゼが1820年代に塩化白金(IV)と煮沸エタノールを反応させて合成し、エチレンを含む化合物であると発表した。当時の化学界の大御所だったユストゥス・フォン・リービッヒはしばしばツァイゼの説を批判したが、1868年にはBirnbaumがエチレンを含む化合物を合成し、正しいと証明された。
ツァイゼ塩は、その分子構造の特異性から19世紀後半に化学者の注目を集めた。しかしその構造は20世紀にX線回折の技術が発達するまで完全に明らかにならなかった。
ツァイゼ塩は有機金属化学の分野で熱心に研究が進められ、ハプト数などの新しい概念を生み出すこととなった。

## 関連化合物
- 塩化カリウムの脱離の後二量化を行うことによって、ツァイゼ塩の二量体[{(η2-C2H4)PtCl2}2]を得ることができる。
- 塩化白金(II)と1,5-シクロオクタジエンから合成される”シクロオクタジエン-二塩化白金”は良く使われる白金とアルケンの化合物である。

他にもエチレンを含む化合物はたくさん合成されている。例えばエチレン-ビス-トリフェニルホスフィン-白金[(C6H5)3P]2Pt(H2C=CH2)では白金は三配位でゼロ価である。

## 構造
ツァイゼ塩や関連化合物では、アルケンは適度な活性化エネルギーで金属-アルケン結合の回りを回転している。エネルギー障壁の高さの分析ではほとんどの金属とアルケンの間のπ結合はσ結合よりも弱い。ツァイゼ塩のアニオンでは4つ全てのプロトンが等価なため核磁気共鳴分光法では回転障壁を測定できない。しかし、例えばCpRh(C2H4)2のような対称性の低いエチレン化合物では、金属-エチレン結合の回転障壁の値が測定できる。